# Саджавка (річка)
Са́джа́вка — річка в Україні, ліва притока Бистриці Солотвинської (басейн Дністра), у межах Івано-Франківського району Івано-Франківської області

## Розташування
Річка бере початок на північно-східних схилах гори Клива, що в Ґорґанах, на захід від села Космача. Тече переважно на північний схід. Впадає до Бистриці Солотвинської на захід від села Стебника.

## Опис
Довжина річки 28 км, площа басейну 161 км². Долина переважно асиметрична, з підвищеними лівими і пологими правими схилами. Річище розгалужене, звивисте. Похил річки 11 м/км. Нерідко бувають повені, інколи досить руйнівні.
Притоки: Велика Маскова, Матиєвець, Росенський (праві); Хусник, Глибока, Невочинка (ліві).